# سيلاومير إدزياك
سيلاومير اندريه إدزياك (بالبولندية: Sławomir Andrzej Idziak) (و. 1945  م) هو مصور سينمائي، وكاتب سيناريو بولندي، ولد في كاتوفيتسه.

## التعليم
تعلم في المدرسة الوطنية للأفلام في وودج.

## وصلات خارجية
- سيلاومير إدزياك على موقع IMDb (الإنجليزية)
- سيلاومير إدزياك على موقع قاعدة بيانات الأفلام العربية
- سيلاومير إدزياك على موقع ألو سيني (الفرنسية)
- سيلاومير إدزياك على موقع أول موفي (الإنجليزية)
- سيلاومير إدزياك على موقع بوكس أوفيس موجو (الإنجليزية)
- سيلاومير إدزياك على موقع قاعدة بيانات الأفلام السويدية (السويدية)
- سيلاومير إدزياك على موقع قاعدة بيانات الفيلم (الإنجليزية)
- سيلاومير إدزياك على موقع كينوبويسك (الروسية)